# La Uruguaya (empresa)
La Uruguaya fue una fábrica de jabones y velas, fundada en 1853 en la ciudad de Montevideo. Tuvo el monopolio de venta de estos productos previo a la llegada de la luz eléctrica al Uruguay.

## Historia
La empresa perteneció a Juan V. Sheppard y Cía., Sucesores de Eugenio Villemur (Montevideo). En 1853 el señor Eugenio Villemur instaló la primera fábrica de velas estearinas y de jabón en Montevideo, Uruguay. La misma tuvo el monopolio de ambos artículos para el consumo de toda la población.
Su primer local se ubicó en la calle de Paraguay entre Uruguay y Mercedes. Luego se trasladó al Palacio Golorons y más tarde al Camino Goes.
La fábrica recibió premios por la calidad de sus manufacturas en la Exposición Nacional de Paysandú (1860), en París (1878) y en la Tercera Exposición Nacional de Ganadería y Agricultura organizada por la Asociación Rural del Uruguay (1895).
El 15 de febrero de 1917, el establecimiento pasó a manos del señor Juan Vicente Sheppard, en sociedad con la viuda del fundador de la fábrica (Elisa Bruel de Villemur). En 1922, el señor Sheppard compró la porción de la sociedad a la señora de Villemur y desde ese momento el nombre de la fábrica fue "Juan V. Sheppard & Cía., Sucesores de Eugenio Villemur".
Dos hijos del señor Sheppard trabajaron con él en la fábrica. Raúl Sheppard fue Jefe de los Escritorios y Juan Hugo Sheppard estuvo al frente de la fábrica.
Entre 1920 y 1924, la fábrica vendió 20 millones y medio de velas. El depósito exclusivo para la venta estuvo instalado en la calle Uruguay 962 esquina Río Branco.
La fábrica elaboraba jabones (amarillo, blanco, negro, veteado, de vapor, de oleína, de aceite de coco y marsellés) y velas (estearina para familia, de carruaje, para buques, para iluminaciones y de composición); también fue proveedora de la Compañía Nacional de Fósforos, vendiendo cerca de 10 mil kilos por mes de estearina doble presión.